# Star Wars: Yoda Stories
Star Wars: Yoda Stories est un jeu vidéo d'aventure développé et édité par LucasArts, sorti en 1997 sur Windows. Le jeu est tardivement porté sur Game Boy Color en 1999 par THQ.
Yoda Stories prend place entre les films L'Empire contre attaque et Le Retour du Jedi, au moment où Luke Skywalker complète sa formation auprès du maître jedi Yoda.
Il suit directement le jeu Indiana Jones and His Desktop Adventures, utilisant le même gameplay mais ayant pour thème les aventures d'Indiana Jones. 

## Système de jeu
Les missions du jeu sont générées procéduralement. Yoda Stories n'a pas d'intrigue majeure, c'est une suite d'aventures indépendantes entre elles où le joueur, contrôlant Luke Skywalker doit accomplir des objectifs divers tels que sauver quelqu'un (parfois Yoda lui-même), obtenir un objet, etc. Quasiment chaque partie commence avec l'arrivée de Luke sur Dagobah avec son X-wing. Si le joueur est débutant, il peut prendre R2-D2 avec lui dans son inventaire, afin qu'il lui donne des indices en cas de besoin. 
Le jeu est une suite d'écrans de 12x12 cases, vu de haut. On peut s'y déplacer en utilisant les flèches du clavier et faire des actions, notamment tirer ou utiliser le sabre laser grâce à la souris. La partie droite de l'écran comporte un inventaire, avec un objet actif, ainsi qu'une cible de vie (utilisant le jeu de couleur vert-jaune-rouge-noir) et une barre de force.
On peut tout au cours du jeu ramasser ou déposer des objets en les faisant glisser dans ou depuis l'inventaire. À noter que la force est considérée comme une arme, et qu'il faut avoir rencontré le spectre d'Obi-Wan Kenobi préalablement au cours de la mission pour l'obtenir.
Après avoir trouvé Yoda (plus ou moins facilement selon les parties), celui-ci donne à Luke sa mission. Chaque jeu est composé d'environ 100 écrans, mais ce nombre peut être modifié dans les options. Pour progresser, le joueur doit réaliser un ensemble de petites quêtes, en échange de quoi il peut s'approcher de l'objectif final. À chaque fin de mission, Yoda félicite le joueur. En démarrant une nouvelle mission, l'avancement, ainsi que l'inventaire, revient à zéro.
Le jeu fait intervenir toutes les planètes, lieux et personnages de la saga trilogie originale, mais dans des contextes et situations nouvelles. De nombreux lieux et personnages additionnels sont aussi présents.
La version Game Boy Color a été mise en vente en 1999. Comme la version pour ordinateur, le gameplay est une suite de cinquante quêtes. Les graphismes ne sont pas aussi détaillés et colorés que la version pour ordinateur du fait des limites du processeur de la Game Boy Color, et le contrôle du personnage est plus difficile et moins fluide, du fait de l'absence de souris.

## Accueil
- AllGame : 4/5 (PC)[3]
- IGN : 2/10 (GBC)[2]
- Computer Gaming World : 1/5[4]
- GameSpot : 4/10[5]